# Johan Gerdes (död 1713)
Johan Gerdes, född på 1600-talet, död 1713 i Uppsala, var en svensk stadssekreterare och riksdagsman.

## Biografi
Johan Gerdes var son till bankokommissarien Johan Gerdes och Margareta Leijel i Stockholm. Han arbetade som stadssekreterare i Uppsala stad. Gerdes avled 1713 i Uppsala och begravdes 19 maj samma år.
Gerdes var riksdagsledamot för borgarståndet i Uppsala vid riksdagen 1697 och riksdagen 1710.

### Familj
Gerdes gifte sig 1696 med Helena Lohrman (1680–1737), dotter till justitieborgmästaren Thomas Lohrman i Uppsala stad och Margareta Agrivillia. De fick tillsammans sonen presidenten Johan Gerdesköld (1698–1768) i Svea hovrätt.